# Ordinariato militare in Argentina
L'ordinariato militare in Argentina è un ordinariato militare della Chiesa cattolica per l'Argentina. È retto dal vescovo Santiago Olivera.

## Territorio
Sede dell'ordinariato è la città di Buenos Aires, dove si trova la cattedrale di Stella Maris. L'ordinariato è costituito da 4 parrocchie.

## Storia
Il vicariato castrense di Argentina fu eretto l'8 luglio 1957 con il decreto Vicariatus castrenses della Congregazione Concistoriale.
Il 24 aprile 1986 il vicariato castrense è stato elevato a ordinariato militare con la bolla Spirituali militum curae di papa Giovanni Paolo II.
Nel 1998 sono stati approvati dalla Santa Sede gli statuti dell'ordinariato militare argentino, previsti dalla Spirituali militum curae, in base ai quali la denominazione ufficiale dell'ordinariato è Obispado castrense de Argentina.

## Cronotassi dei vescovi
Si omettono i periodi di sede vacante non superiori ai 2 anni o non storicamente accertati.
- Santiago Luis Copello † (12 giugno 1928 - 8 luglio 1957 ritirato)
- Fermín Emilio Lafitte † (8 luglio 1957 - 8 agosto 1959 deceduto)
- Antonio Caggiano † (14 dicembre 1959 - 7 luglio 1975 ritirato)
- Adolfo Servando Tortolo † (7 luglio 1975 - 30 marzo 1982 ritirato)
- José Miguel Medina † (30 marzo 1982 - 7 marzo 1990 deceduto)
- Norberto Eugenio Conrado Martina, O.F.M. † (8 novembre 1990 - 28 agosto 2001 deceduto)
- Antonio Juan Baseotto, C.SS.R. † (8 novembre 2002 - 15 maggio 2007 ritirato)
  - Sede vacante (2007-2017)
- Santiago Olivera, dal 28 marzo 2017

## Statistiche
| anno | presbiteri | presbiteri | presbiteri | diaconi | religiosi | religiosi | parrocchie |
| anno | totale     | secolari   | regolari   | diaconi | uomini    | donne     | parrocchie |
| ---- | ---------- | ---------- | ---------- | ------- | --------- | --------- | ---------- |
| 1999 | 179        | 154        | 25         |         | 25        | 46        | 70         |
| 2000 | 128        | 108        | 20         |         | 20        | 36        | 90         |
| 2001 | 128        | 108        | 20         |         | 20        | 36        | 90         |
| 2002 | 126        | 106        | 20         |         | 20        | 24        | 90         |
| 2003 | 116        | 96         | 20         |         | 20        | 24        | 4          |
| 2004 | 42         | 28         | 14         |         | 14        | 25        | 4          |
| 2013 | 154        | 135        | 19         | 2       | 19        | 12        | 4          |
| 2016 | 195        | 178        | 17         | 1       | 17        | 16        | 4          |
| 2019 | 184        | 169        | 15         |         | 15        | 12        | 5          |
| 2021 | 167        | 156        | 11         | 1       | 11        | 14        | 5          |
| 2023 | 170        | 157        | 13         | 1       | 13        | 14        | 5          |